# Leandro do Santíssimo Sacramento
Frei Leandro do Santíssimo Sacramento (Recife, 1778 — Rio de Janeiro, 1 de Julho de 1829) foi um frade carmelita e botânico brasileiro.
Estudou filosofia na Universidade de Coimbra, e retornou ao Brasil em 1806. Transferiu-se para o Rio de Janeiro, onde foi professor de botânica da Academia Médico-Cirúrgica. Ministrava aulas de botânica e agricultura no Passeio Público quando, em 1824, foi nomeado diretor do Jardim Botânico.
Foi membro de várias entidades naturalistas estrangeiras como a Academia Real de Ciências de Munique. Publicou "Memória sobre as Nitreiras Naturais ou Artificiais deste País" (1808).
O botânico italiano Giuseppe Raddi, em 1817, deu o nome de Leandra a um gênero de melastomáceas, a família das quaresmeiras.